# Castrillo del Val
Castrillo del Val – gmina w Hiszpanii, w prowincji Burgos, w Kastylii i León, o powierzchni 22,54 km². W 2011 roku gmina liczyła 805 mieszkańców.